# Джепкорир, Юнис
Юнис Джепкорир (англ. Eunice Jepkorir; род. 17 февраля 1982 года) — кенийская бегунья на средние и длинные дистанции.
Юнис родилась в небольшом городке Элдама. Её родители фермеры, в семье восемь детей, 4 сестры и 4 брата. Заниматься лёгкой атлетикой начала в 15 лет. В 2004 году заняла седьмое место на чемпионате мира по кроссу. 25 апреля 2004 года стала победительницей Вюрцбургского пробега. Первый серьёзный успех пришёл на чемпионате мира 2007 года, когда она выиграла бронзовую медаль на дистанции 3000 метров с/п. На олимпийских играх 2008 года стала серебряным призёром в стипльчезе с результатом — 9:07.41, установив при этом личный рекорд и рекорд Африки.

## Личные рекорды
- 5000 метров — 15:09.05
- 10000 метров — 32:58.0
- 10 км по шоссе — 31:37
- 15 км по шоссе — 49:11
- 20 км по шоссе — 1:06:47
- 3000 метров с/п — 9:07.41